# Me and Will (1999.)
Film prati priču o Jane i Will koje se upoznaju na rehabilitaciji, te pobjegnu u Montanu da pronađu motor iz filma Easy Rider.
U cameo ulogama se pojavljuju Traci Lords i sastav Dogstar s basistom Keanuom Reevesom

## Vanjske poveznice
- Me and Will na Rotten Tomatoes
- Me and Will na All Movie